# Мегринское сельское поселение
Мегринское сельское поселение — упразднённое сельское поселение в составе Чагодощенского района Вологодской области.
Центр — деревня Мегрино.
Образовано 1 января 2006 года в соответствии с Федеральным законом № 131 «Об общих принципах организации местного самоуправления в Российской Федерации».
В состав сельского поселения вошёл Мегринский сельсовет.
Законом Вологодской области от 26 ноября 2015 года № 3783-ОЗ, были преобразованы, путём их объединения, Белокрестское, Борисовское, Избоищское, Лукинское, Мегринское и Покровское сельские поселения — в сельское поселение Белокрестское с административным центром в селе Белые Кресты.

## География
Располагалось на северо-востоке района. Граничит:
- на западе с городским поселением Чагода,
- на юго-западе с Борисовским сельским поселением,
- на юге с Покровским сельским поселением,
- на юго-востоке с Мезженским сельским поселением Устюженского района,
- на востоке с Дубровским сельским поселением Бабаевского района,
- на севере с Володинским сельским поселением Бабаевского района.

По территории сельского поселения протекают реки Чагодоща, Внина.

## Населённые пункты
В 1999 году был утверждён список населённых пунктов Вологодской области. С тех пор состав Мегринского сельсовета и сельского поселения не измеялся. В состав сельского поселения входило 11 деревень.
| Населённый пункт   | ОКАТО          | Рег. номер | Расстояние до районного центра, км | Расстояние до центра поселения, км | Индекс | Координаты                      |
| ------------------ | -------------- | ---------- | ---------------------------------- | ---------------------------------- | ------ | ------------------------------- |
| деревня Валунь     | 19 254 816 002 | 7307       | 13                                 | 3                                  | 162400 | 59°08′48″ с. ш. 35°31′22″ в. д. |
| деревня Герасимово | 19 254 816 003 | 7309       | 19                                 | 2                                  | 162400 | 59°09′51″ с. ш. 35°36′00″ в. д. |
| деревня Горка      | 19 254 816 004 | 7308       | 18,5                               | 0,5                                | 162400 | 59°08′55″ с. ш. 35°36′11″ в. д. |
| деревня Залозно    | 19 254 816 005 | 7310       | 22                                 | 6                                  | 162400 | 59°06′17″ с. ш. 35°39′50″ в. д. |
| деревня Кочубино   | 19 254 816 007 | 7311       | 17                                 | 1,5                                | 162400 | 59°08′54″ с. ш. 35°34′03″ в. д. |
| деревня Львов Двор | 19 254 816 008 | 7312       | 34                                 | 16                                 | 162422 | 59°13′24″ с. ш. 35°40′54″ в. д. |
| деревня Мегрино    | 19 254 816 001 | 7306       | 18                                 | —                                  | 162422 | 59°08′50″ с. ш. 35°35′09″ в. д. |
| деревня Низ        | 19 254 816 009 | 7313       | 33                                 | 15                                 | 162422 | 59°12′36″ с. ш. 35°42′08″ в. д. |
| деревня Осипово    | 19 254 816 010 | 7314       | 30                                 | 12                                 | 162400 | 59°11′53″ с. ш. 35°40′08″ в. д. |
| деревня Пустынь    | 19 254 816 011 | 7315       | 32                                 | 20                                 | 162422 | 59°02′43″ с. ш. 35°48′43″ в. д. |
| деревня Середка    | 19 254 816 012 | 7316       | 35                                 | 17                                 | 162400 | 59°13′17″ с. ш. 35°38′57″ в. д. |